# 矢祭橋
矢祭橋（やまつりはし）は福島県東白川郡矢祭町にある道路橋である。当項では並行し歩道として機能している人道橋である新矢祭橋（しんやまつりはし）、および旧道橋である東橋（あずまはし）についても取り扱う。

## 概要
- 全長：160 m
- 幅員：7.8 m
- 竣工：1964年[1]

矢祭町中心部である東舘地区の南部にて一級水系久慈川を渡り、国道118号を通す。西詰は関岡字高谷畑、東詰は小田川字榎町に位置し、橋上は上下対向2車線で供用され、歩道は設置されていない。上り線側（下流側）に隣接し後述する新矢祭橋が人道橋として架けられ、西詰にて当国道と福島県道379号矢祭棚倉自転車道線が平面交差をする。親柱には御影石が用いられ、欄干は焦げ茶色に塗装されている。東舘中心部から久慈川対岸の関岡地区各集落の狭隘区間の解消のために行われた路線付け替えに伴い架設された。

### 新矢祭橋
- 全長：162.0 m
  - 主径間：33.0 m
- 幅員：3.8 m
- 形式：5径間単純PCポステンT桁橋
- 竣工：1988年

前述の通り矢祭橋の上り線側に隣接する人道橋であり、福島県道379号矢祭棚倉自転車道線を通す。サイクリングロードであるが歩道のない矢祭橋の歩道部分としても機能している。1986年度より大規模自転車道整備事業により総工費総工費は1億1600万円をかけ建設された。。

### 東橋
- 全長：160 m
- 幅員：6.2 m
- 竣工：1963年[3]

西詰は関岡字滝ノ沢、字堰場に、東詰は東舘字中新田、字蔵屋敷に位置し、矢祭町道桃木滝ノ沢線を通す。橋上は対面通行で供用されているが、センターラインや車道外側線は引かれていない。コンクリート製の親柱と赤く塗られた金属製の横桟が特徴的な欄干を備える。矢祭橋開通以前の国道橋であり、現ルートとは異なりJR水郡線東館駅の北側を通る旧道の一部をなす。現国道の開通後、旧国道は福島県道230号矢祭山八槻線および矢祭町道桃木滝ノ沢線へ移管された。東側のたもとには矢祭町営の温浴施設であるユーパル矢祭や、久慈川河川敷ヘリポートが立地する。

## 隣の橋
- 久慈川

（上流）下植田橋 - 天神沢橋 - 東橋・矢祭橋・新矢祭橋 - 新山下橋 - 新夢想橋（下流）